# Fritz Degelow
Fritz Degelow (ur. 25 lutego 1892, zm. 4 lutego 1958) – zbrodniarz hitlerowski, dowódca kompanii wartowniczej (SS-Totenkopfwachsturmbanne) w obozie koncentracyjnym Dachau i SS-Sturmbannführer.
Jako członek SS posiadał w tej organizacji numer 178978. W latach 1940–1941 służył w SS-Totenkopfstandarte 15. Następnie do 1943 roku był dowódcą kompanii w ramach SS-Ersatz Btl „Westland”. Wreszcie w latach 1943–1944 służył kolejno w II i VI Korpusie Pancernym SS. W styczniu 1945 roku Degelow został przydzielony do obozu koncentracyjnego Dachau, gdzie dowodził kompanią wartowniczą. Organizował większość marszów śmierci z tego obozu.
Po zakończeniu wojny został schwytany przez aliantów i osądzony przez amerykański Trybunał Wojskowy w procesie załogi Dachau. Wymierzono mu karę śmierci, którą jednak zamieniono następnie na 20 lat pozbawienia wolności. Degelow został zwolniony z więzienia w Landsbergu już 7 grudnia 1951 roku.